# Nuevo Baztán
Nuevo Baztán ist eine Kleinstadt und eine zentralspanische Landgemeinde (municipio) mit 7.339 Einwohnern (Stand: 2024) im Osten der Autonomen Gemeinschaft Madrid im Übergang zur Autonomen Region Kastilien-La Mancha. Die Gemeinde gehört zur Kulturlandschaft der Alcarria.

## Lage und Klima
Die ca. 830 m hoch gelegene Kleinstadt Nuevo Baztán liegt im Iberischen Hochland (meseta) südöstlich des Kastilischen Scheidegebirges. Die spanische Hauptstadt Madrid befindet sich gut 45 km (Fahrtstrecke) westlich; die Stadt Alcalá de Henares ist etwa 20 km in nordwestlicher Richtung entfernt. Das Klima im Winter ist gemäßigt, im Sommer dagegen warm bis heiß; die eher geringen Niederschlagsmengen (ca. 450 mm/Jahr) fallen – mit Ausnahme der nahezu regenlosen Sommermonate – verteilt übers ganze Jahr.

## Bevölkerungsentwicklung
| Jahr      | 1857 | 1900 | 1950 | 2001  | 2019  |
| Einwohner | 315  | 306  | 298  | 3.380 | 6.276 |

Der im Osten der Region Madrid gelegene Ort ist seit den 1990er Jahren durch die Schaffung von Neubaugebieten wie Eurovillas, Las Villas de Nuevo Baztán, Monteacevedo und El Mirador del Baztán enorm gewachsen.

## Geschichte
Die Modellstadt Nuevo Baztán wurde als Handwerks- und Manufakturstadt Ende des 17. Jahrhunderts von König Karl II. († 1700) und dem baskischstämmigen Unternehmer Juan de Goyeneche († 1735) geplant. Auf ungenutztem Gebiet im Westen der Gemeinde Olmeda de las Fuentes wurde dann im Jahr 1709 unter der Leitung des Architekten José Benito de Churriguera mit den Arbeiten begonnen, wobei zunächst Getreide ausgesät sowie Olivenbäume und Rebstöcke gepflanzt wurden; fast gleichzeitig entstanden die Wirtschafts- und Wohnbauten der Textil-, Leder-, Glas- und Metallarbeiter sowie der Palast Palacio de Goyeneche und die Iglesia de San Francisco Javier. Die erste Beurkundung und Ernennung zur Stadt datiert vom 3. Oktober 1723.

## Sehenswürdigkeiten
- Der Palacio de Goyeneche ist im Äußeren ein eher strenges, geradliniges und schmuckloses Gebäude mit zwei Geschossen. Das Innere wurde im 20. Jahrhundert lange Zeit als Ausbildungs- und Konferenzzentrum der Bank Banesto genutzt.
- Unmittelbar südlich des Palastes und architektonisch durch gleich hohe Gesimse und Fenster mit diesem verbunden steht die zweitürmige Kirche des hl. Franz Xaver, deren Portal sowohl barocke als auch klassizistische Züge trägt. In der Nische über dem Portal befindet sich eine annähernd lebensgroße Statue des Heiligen. Das Kirchenschiff (nave) führt auf einen großen marmornen Altarretabel (retablo) zu, dessen Außenseiten als vergoldete Stuckvorhänge gestaltet sind.[4][5][6]

## Feste
- Fiestas populares del Santísimo Cristo del Socorro, (erste Woche im Mai)
- Fiestas de la Fundación, (Feier zur Stadtgründung jeweils 9. Oktober)
- Fiesta San Miguel, (29. September)
- Fiesta de San Francisco Javier, Patron von Nuevo Baztán, (3. Dezember)
- Fiestas de la Urbanización Monteacevedo, (letzte Woche im Juli)